# 愛沙尼亞體育
體育在愛沙尼亞文化中扮演了重要角色。愛沙尼亞首次參加奧運會是在1920年夏季奧運會。1980年莫斯科奧運會的帆船比賽在愛沙尼亞首都塔林舉行。愛沙尼亞獲得的大多數奧運獎牌在舉重、角力和越野滑雪。愛沙尼亞人氣較高的體育項目有足球、籃球、福樂球等。